# Timotesa
Timotesa is een geslacht van hooiwagens uit de familie Cranaidae.
De wetenschappelijke naam Timotesa is voor het eerst geldig gepubliceerd door Roewer in 1943. 

## Soorten
Timotesa is monotypisch en omvat slechts de volgende soort:
- Timotesa octomaculata